# Завод (Теньгушевський район)
Заво́д (рос. Завод, ерз. Завод) — селище у складі Теньгушевського району Мордовії, Росія. Входить до складу Такушевського сільського поселення.
Населення — 3 особи (2010; 5 у 2002).
Національний склад (станом на 2002 рік):
- росіяни — 100 %